# Little Johnny C
| Recensione | Giudizio |
| ---------- | -------- |
| AllMusic   | [ 1 ]    |

Little Johnny C è un album discografico del trombettista jazz statunitense Johnny Coles, pubblicato dalla casa discografica Blue Note Records nel marzo del 1964.

## Tracce

### LP
Lato A
1. Little Johnny C – 5:09 (Duke Pearson) – Registrato il 18 luglio 1963 al Van Gelder Studio di Englewood Cliffs, New Jersey
2. Hobo Joe – 8:12 (Joe Henderson) – Registrato il 18 luglio 1963 al Van Gelder Studio di Englewood Cliffs, New Jersey
3. Jano – 7:20 (Duke Pearson) – Registrato il 18 luglio 1963 al Van Gelder Studio di Englewood Cliffs, New Jersey

Lato B
1. My Sweet Passion – 7:07 (Duke Pearson) – Registrato il 9 agosto 1963 al Van Gelder Studio di Englewood Cliffs, New Jersey
2. Heavy Legs – 5:57 (Duke Pearson) – Registrato il 9 agosto 1963 al Van Gelder Studio di Englewood Cliffs, New Jersey
3. So Sweet My Little Girl – 6:27 (Duke Pearson) – Registrato il 9 agosto 1963 al Van Gelder Studio di Englewood Cliffs, New Jersey

## Musicisti
Little Johnny C / Hobo Joe / Jano
- Johnny Coles - tromba
- Duke Pearson - pianoforte
- Leo Wright - flauto, sassofono alto
- Joe Henderson - sassofono tenore
- Bob Cranshaw - contrabbasso
- Walter Perkins - batteria

My Sweet Passion / Heavy Legs / So Sweet My Little Girl
- Johnny Coles - tromba
- Duke Pearson - pianoforte
- Leo Wright - flauto, sassofono alto
- Joe Henderson - sassofono tenore
- Bob Cranshaw - contrabbasso
- Pete LaRoca - batteria

Note aggiuntive
- Alfred Lion - produttore
- Registrazioni effettuate il 18 luglio e 9 agosto 1963 al Rudy Van Gelder Studio di Englewood Cliffs, New Jersey
- Rudy Van Gelder - ingegnere delle registrazioni
- Francis Wolff - foto copertina album originale
- Reid Miles - design copertina album originale
- Duke Pearson - note retrocopertina album originale[3][4]